# Театр (споруда)

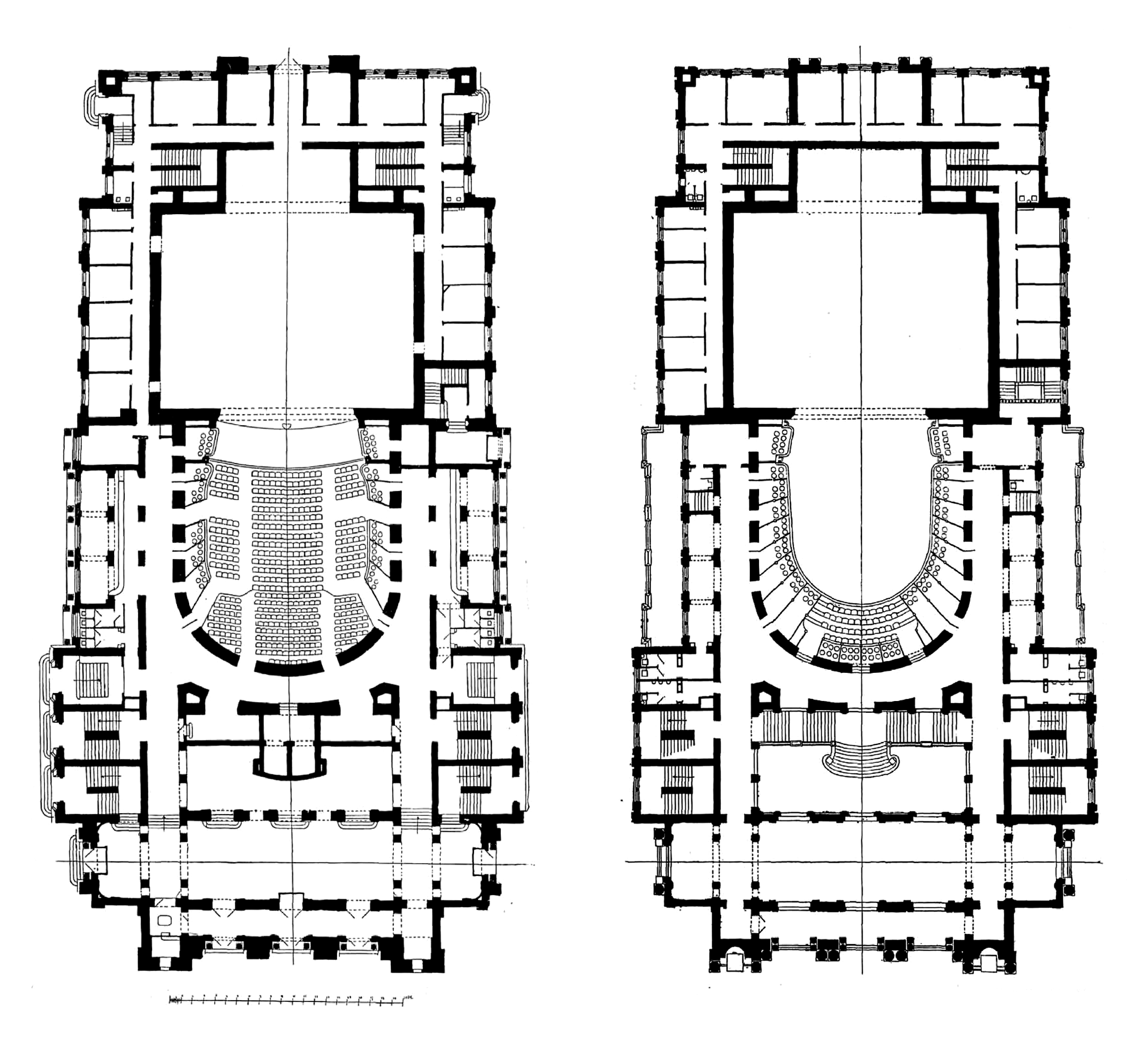
Львівська опера, архітектурні пляни, 1897, роботи Зиґмунта Ґорґолевського

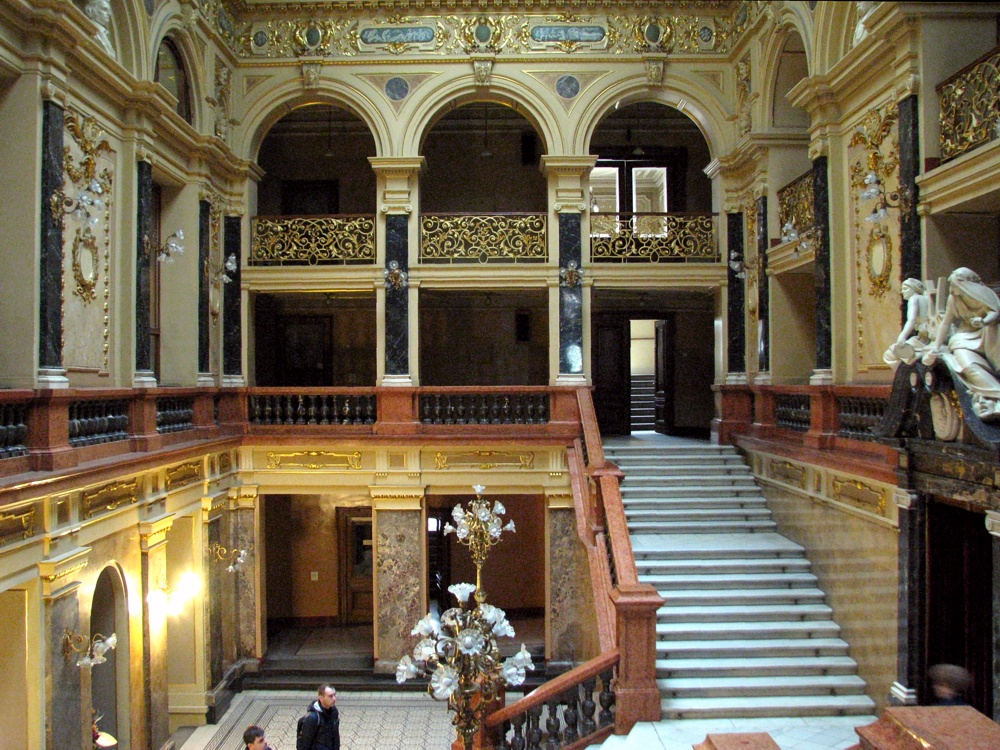
Львівська опера, вестибуль

Теа́тр — громадське приміщення (споруда), призначене для здійснення театральних вистав. В часи відсутності вистав використовується також для репетицій, концертів, проведення урочистостей і різних зібрань.

## Структура театру (споруди)

### Сцена

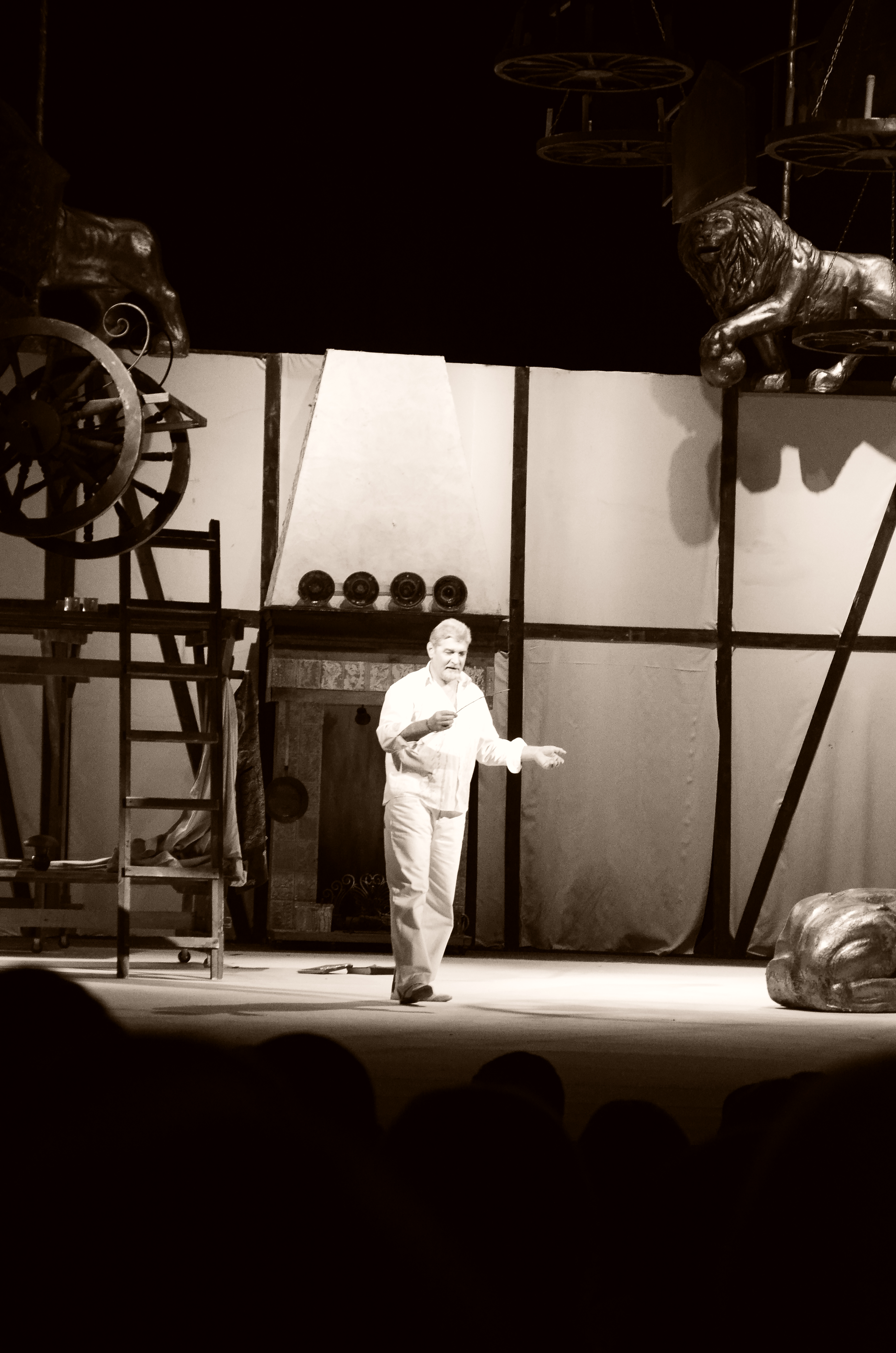
Донецька опера. Сцена та реквізит

Найперші види театральних сцен зустрічаються в античному давньогрецькому театрі і вони поєднували у собі обидва типи сцени: круглу (нею була орхестра) і квадратну, що стала модифікацією орхестри, тобто її закінчення — прямокутний майданчик перед проскенієм (так називалася стіна з трьома дверима, яка перекривала простір скини). Спочатку вона була трохи піднятою над рівнем орхестри, мала невелику глибину і служила для появи з дверей персонажів. Потім вона розширилася до 5 метрів глибини, а в епоху еллінізму (3 — 1 століття до нашої ери) піднялася на один рівень і височіла над орхестрою на 2,5 — 3 метри, являючись першим ярусом скени. У давньоримському театрі майданчик для гри вже повністю замінив орхестру (на якій тепер знаходилися крісла для знатних глядачів), і вона була піднята на 1,5 метра, мала глибину 6 метрів і називалася словом «сцена».
В епоху Ренесансу сцена остаточно набула прямокутної форми. Єлизаветинська модель театру (в якому гралися п'єси Шекспіра) віддалено нагадувала давньогрецьку, тільки істотно трансформовану: відкритий прямокутний сценічний майданчик займав половину орхестри (на другій половині стояла частина глядачів, інша ж їх частина розташовувалася на ярусах галерей, що оточували акторів з трьох сторін) і ще використовувалися верхня сцена в глибині (свого роду аналог античної скини) і була ще прихована від публіки нижня сцена. Така трьохступінчаста конструкція була відображенням вертикальної моделі світобудови (основна, майданчик — «земля», верхня — «небо», нижня — «пекло»), яка, несла в собі тогочасне ренесансне розуміння і втілювала шекспірівський образ: «весь світ — театр».
Італійський театр бароко, ще більш видозмінив сцену, зробивши її динамічною, вона вже була призначена для зображення картин конкретних місць дії — за допомогою декорацій і в обрамленні «рами» театрального портику. Заради виконання цього художнього задуму вона оснащувалася різноманітним технічним обладнанням і постійно модернізувалася.

### Глядацька зала

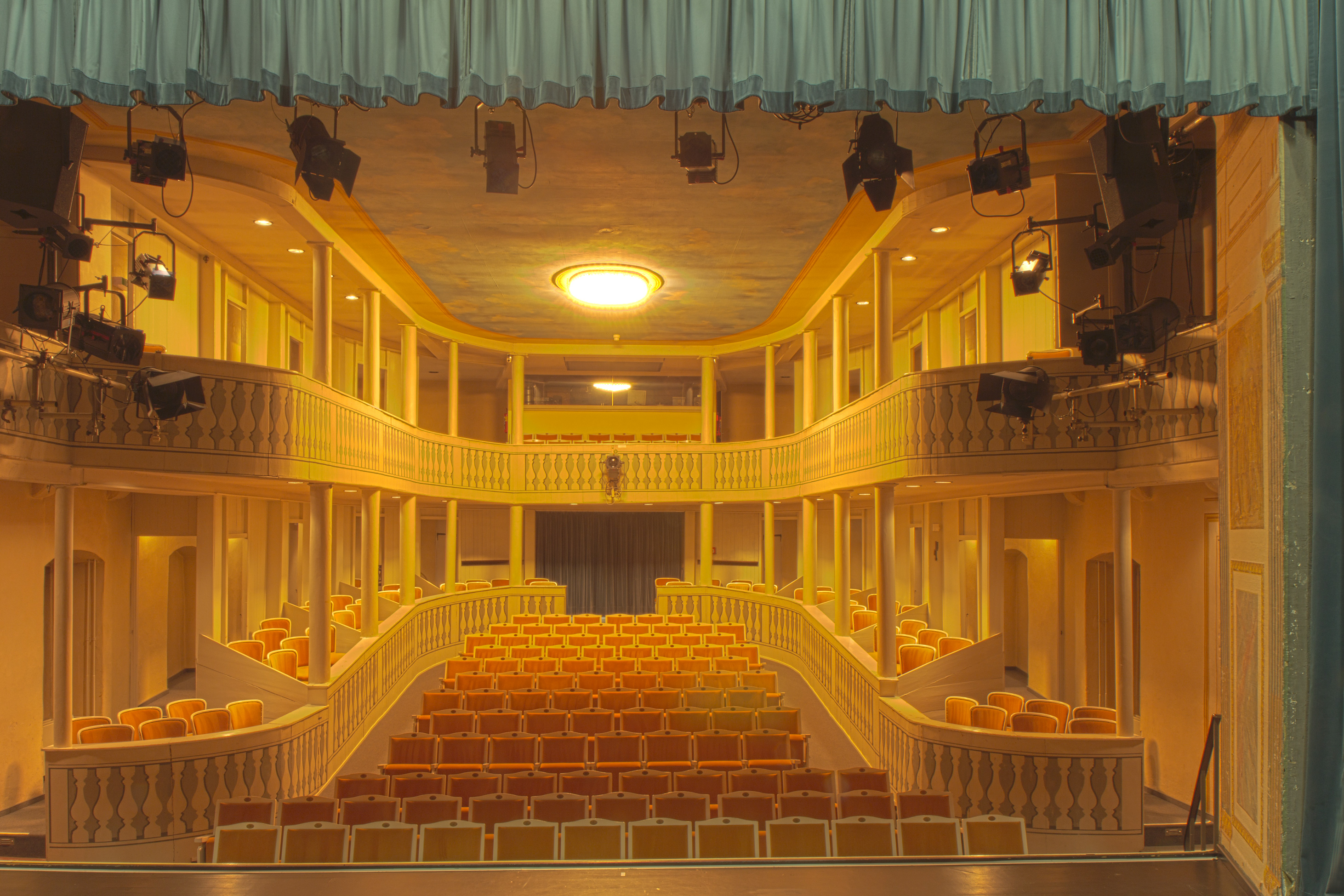
Глядацька зала

Всі театри надають простір для глядацької зали, що, як правило, відокремлена від виконавців аркою авансцени. Глядацька зала може включати всі з перелічених або деякі з таких частин зали:

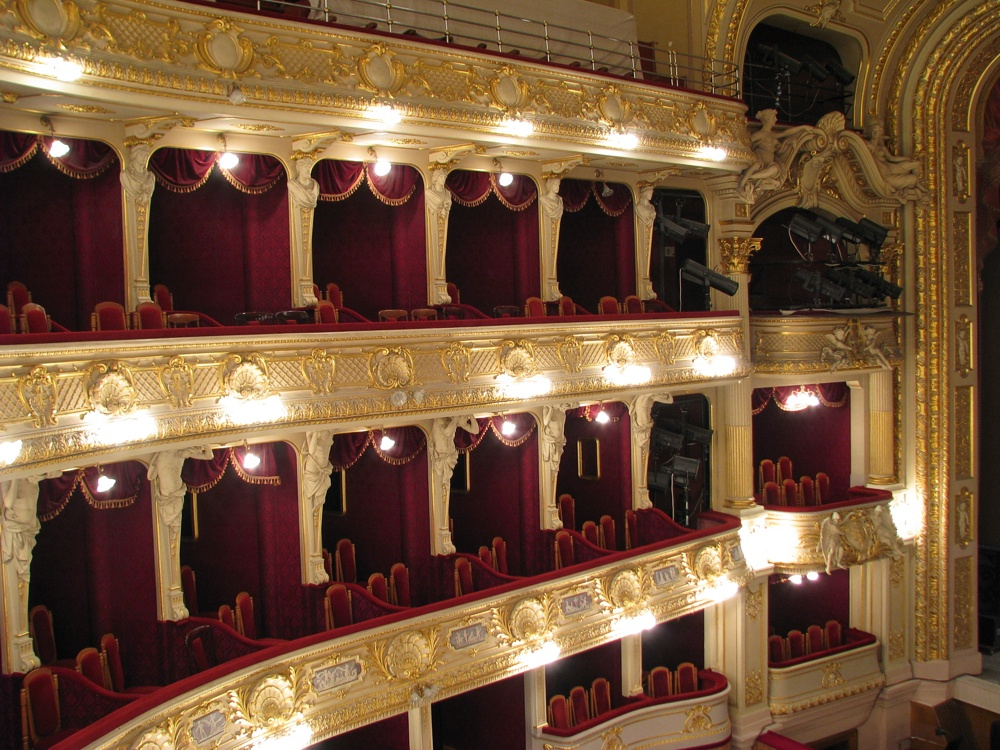
Львівська опера, балкон та ложі

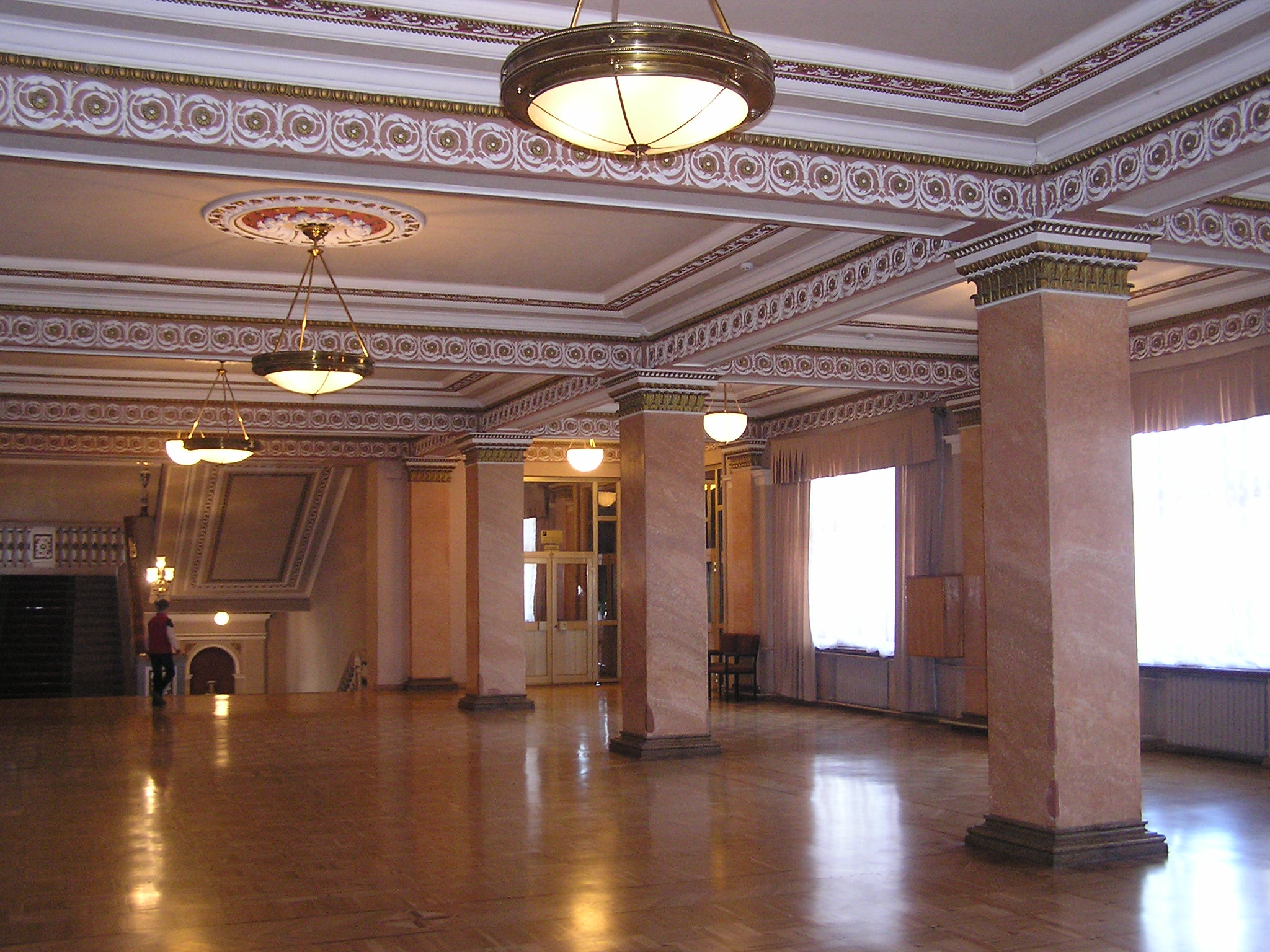
Донецька опера, фоє

- Лавки або арена — це нижній ярус рівнинної площини залу чи майданчику, як правило, розташований нижче, або на тому ж рівні, як сама сцена.
- Балкон або галереї — один ряд (або більше) сидінь підняті на платформи із задньої частини залу. У великих театрах, кілька рівнів балконів укладені вертикально над або під кабінками. Перший рівень галерей, як правило, називають
- бельетаж або Ґрандколо. Наступний рівень за французькою версією — лоджія. Другий ярус, вмонтований, під основними балконами отримав назву мезонін. Найвища платформа, або верхній ярус іноді називають галерка, характерна у великих оперних театрах, де вона знаходиться дуже високо і далеко від сцени.
- Кабінки або ложі: зазвичай поміщаються безпосередньо перед галереями — по боках зали і трохи вище рівня сцени. Вони часто представляють окремі кімнати з відкритою площею огляду, яка розрахована, зазвичай, на сидіння п'ять або менше осіб. Ці місця, як правило, вважаються найпрестижнішими в театрі і надаються для високопоставлених осіб.

Крім того, багато театрів мають зони, спеціально призначені для зручності глядачів. До них належать фоє, каси, туалети та інші місцини, де глядачі можуть підготуватися або розслабитися перед, між і після виступами артистів.

## Еволюція театру

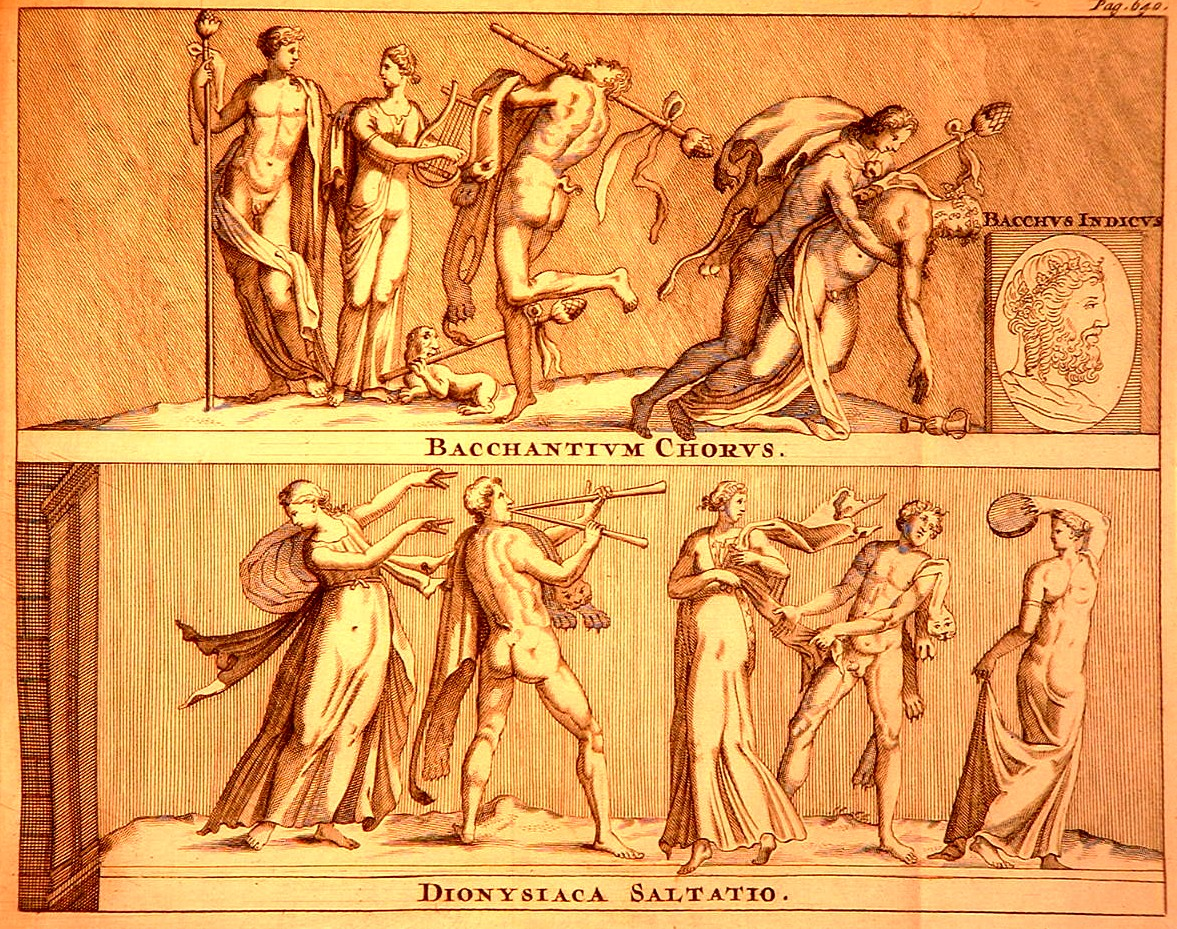
Вакханалії

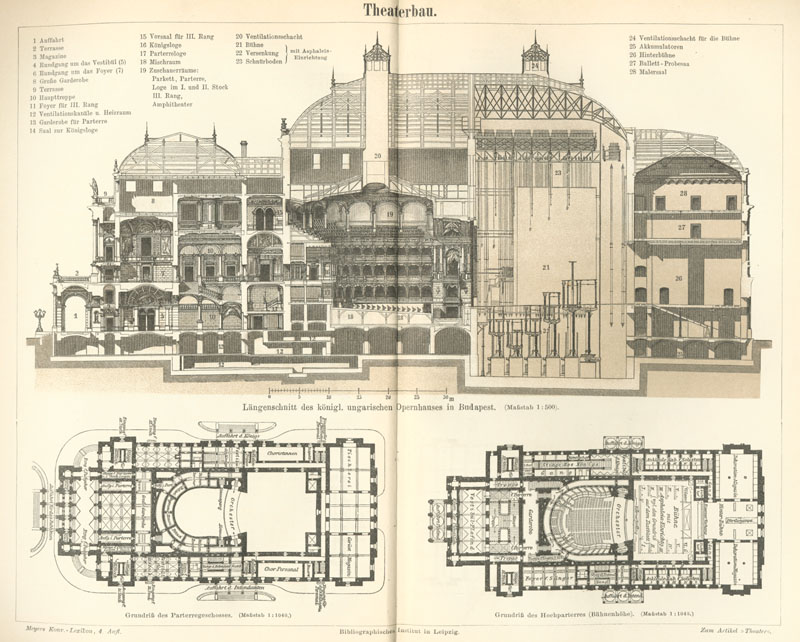

Найдавніші ритуально-обрядові, а потім фольклорні дійства були предтечами театру, вони завше проводилися у відповідних місцях, вибраних громадою — поляни, горби, гори, дороги, вулиці, селянські двори, самі будівлі і їх внутрішні приміщення виступали, водночас, й місцем лицедійства, й глядацькою залою. Аж ось, справжнім праобразом теперішнього класичного театру стали амфітеатри Елінів.

### Театри Стародавньої Греції
Грецькі будівлі театру називалися театрон («бачачи місце»). Вважають, що театр виник у Стародавній Греції водночас із формуванням демократії рабовласницького зразка. Початок театру відносять до років 61-х Олімпійських ігор (536-532 рр. до н.е). Тоді поет Теспис з регіону Ікарія (Аттика з центром Афіни ) на святі Діонісій започаткував моновиставу—діалог чоловічого персонажа з мальованою маскою на обличчі з керівником хора .
Первісно давньогрецький театр мав відношення до релігійних свят Діонісій. Згодом почали будувати і перші театральні споруди. Вони мали вигляд широкого і вікритого келиха. Задля економії грошей і зусиль будівництва використовували схил пагорба, де в камені скелі вирубали сходи і місця для глядачів. Форма набула значення стандарту і була перенесна до різних міст-держав стародавньої Греції від Афін до колоній на острові Сицилія чи Північного Причорномор'я. 
Театри були великі і складалися з трьох основних елементів: орхестра, скена і театрон.
Центральним місцем в театрі була «орхестра», або «танцювальний майданчик», — великі круглі або прямокутні площадки внизу самої споруди. Орхестра використовувалася для хорового виконання, релігійних обрядів, і можливих дійств. Крім того, зчаста, в середині орхестри був розташований вівтар (в Афінах — вівтар Діоніса).
За орхестрою було велике прямокутне приміщення, назване «скена» (що означало «намет» або «хатинка»). Її використовували актори, щоб змінювати свої костюми і маски. Як правило, було двоє або троє дверей до скини, що виходили на орхестру, із яких учасники дійства могли входити і виходити. Спочатку скени були наметами або тимчасовими спорудами, виставленими на релігійне свято, і їх знімали, коли свято закінчувалося. Пізніше, скена стала постійною будовою із каменя і тоді ці споруди, іноді з розписом, служили фоном для вистав та святкових урочистостей (теперішні декорації). У передній частині скени була розміщена припіднята невеличка ділянка проскенію, яку називали логейон, яка згодом стала родоначальником сучасної авансцени. Цілком можливо, що в деяких виставах, актори (на відміну від хору) діяли виключно на проскенії.
Зразу ж за колом (в рідших випадках, прямокутником) орхестри розміщався «театрон». Глядачі сиділи на ступінчатих лавках, побудованих на схилі пагорба. Грецький театр завше будували тільки на пагорбах, які були правильної форми, або ж їх вирівнювали до необхідної форми. Типові театри були величними, здатними розмістити від 7 000 до 15 000 глядачів.

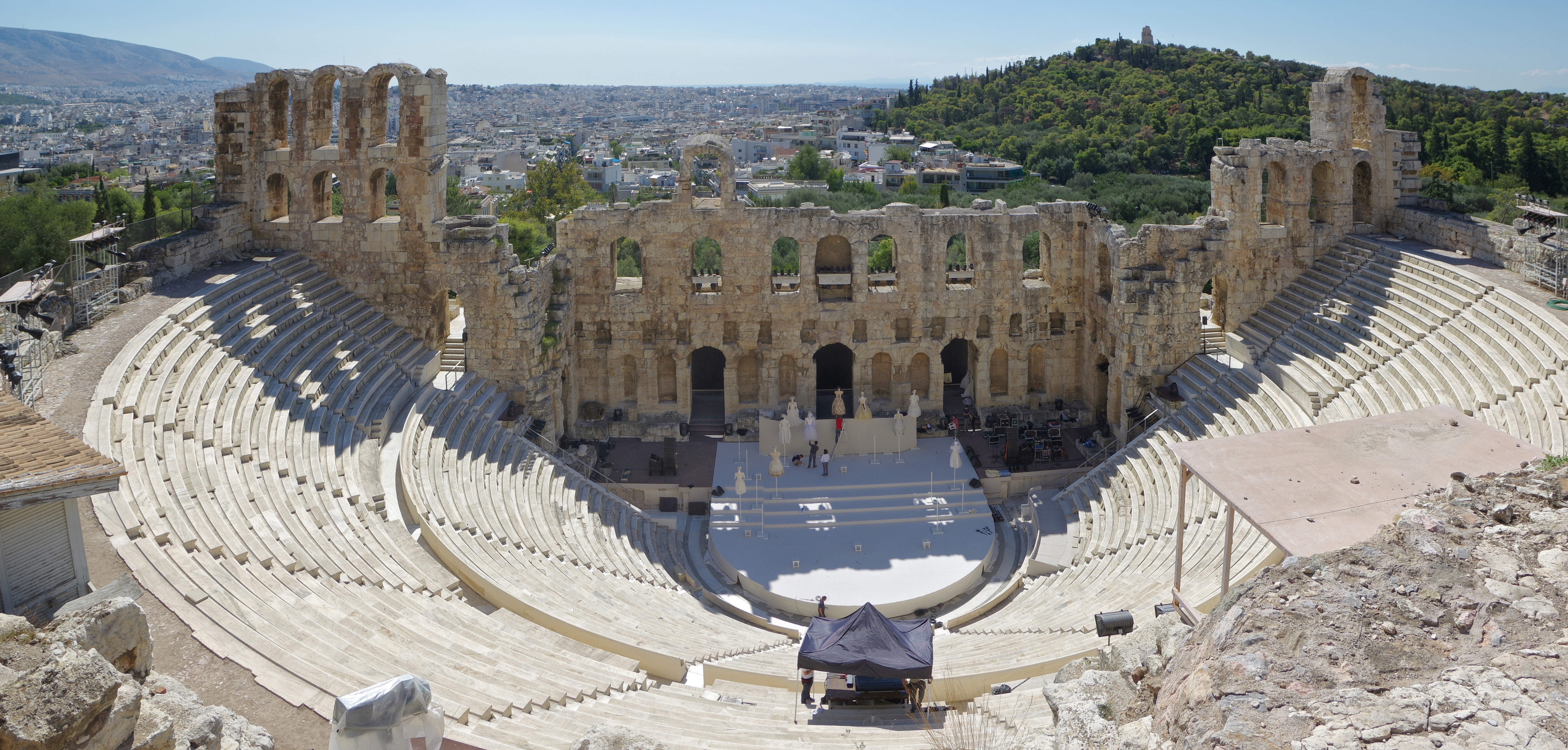
Одеон Ірода Аттичного в Афінах
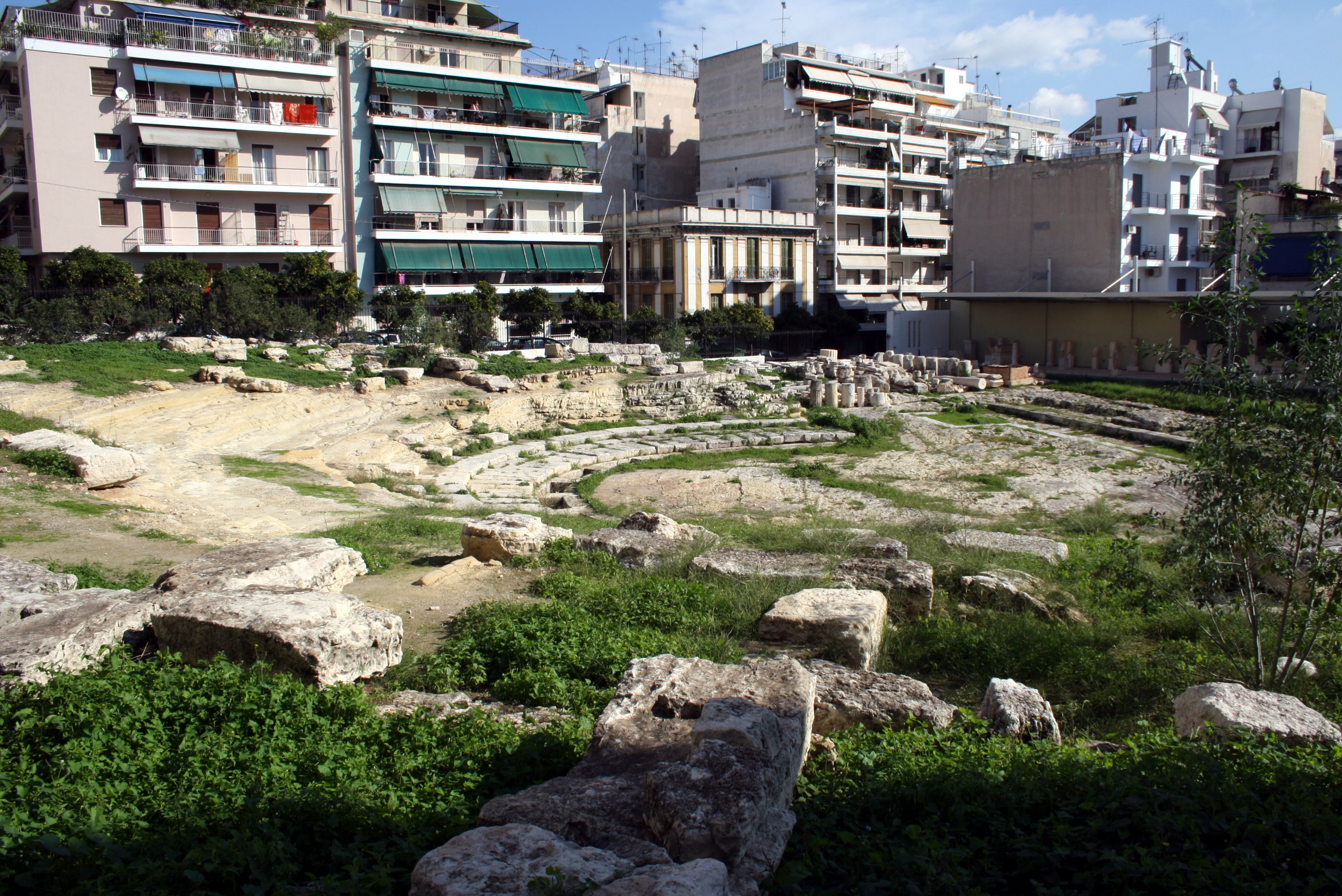
Театр в Піреї, залишки
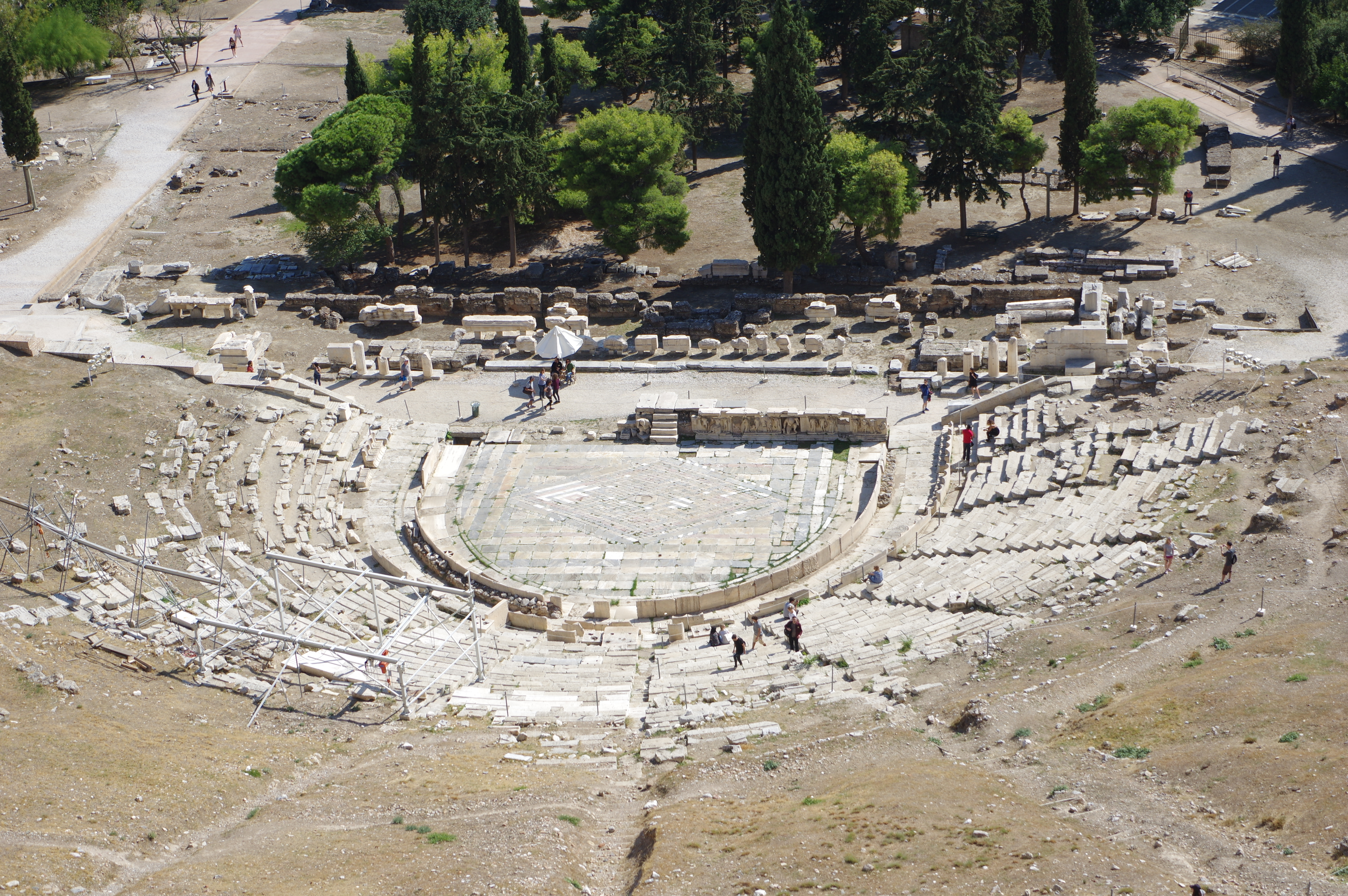
Театр Діоніса в Афінах, залишки
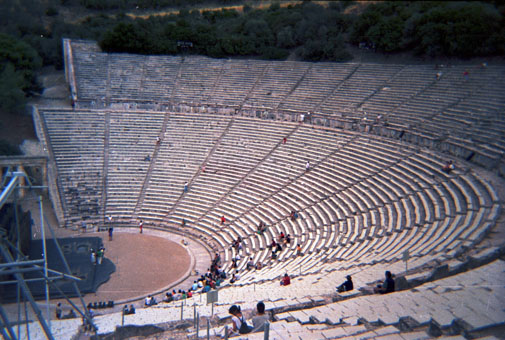
Театр в Епідаврі
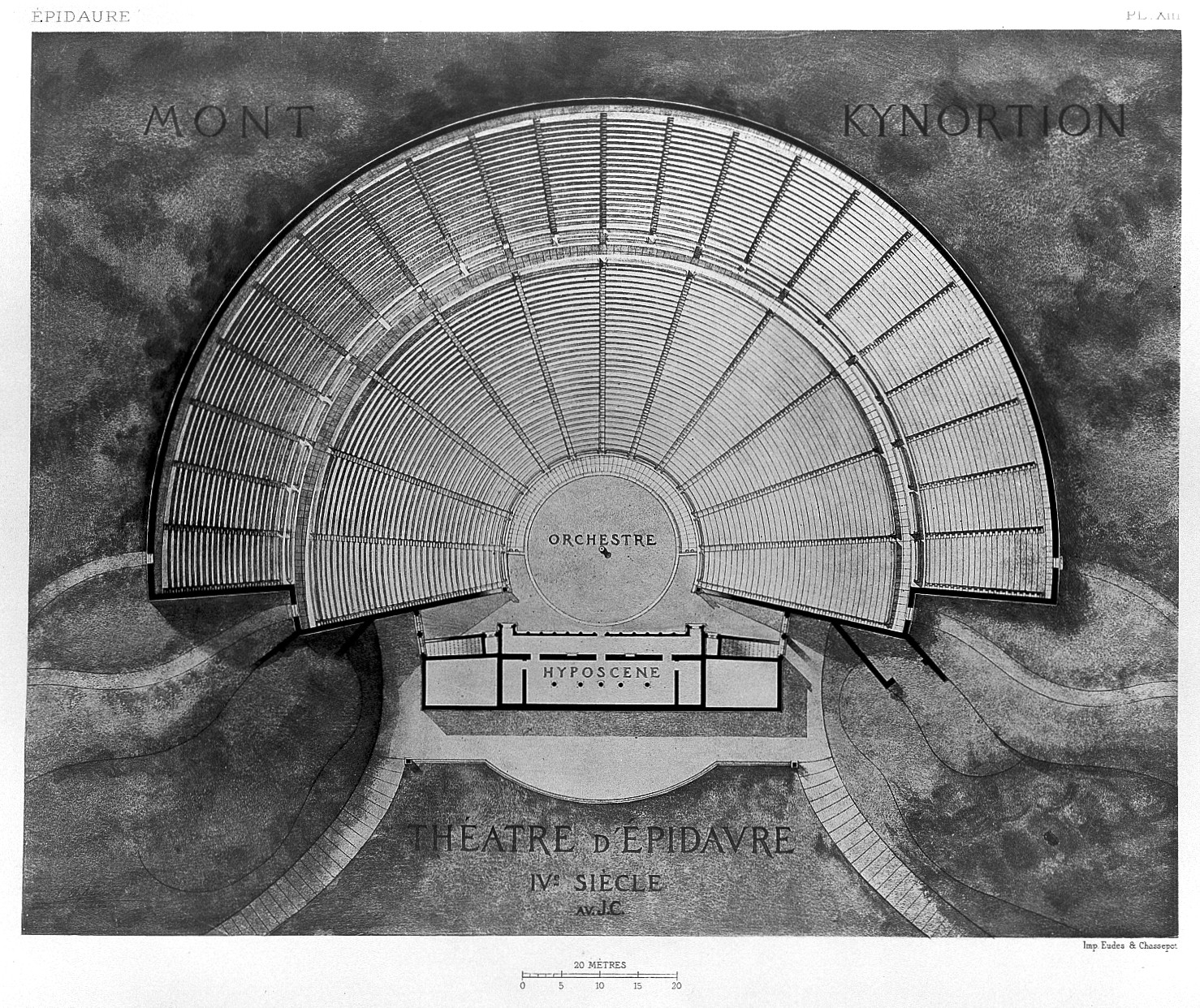
Театр в Епідаврі, реконструкція, вигляд з неба.
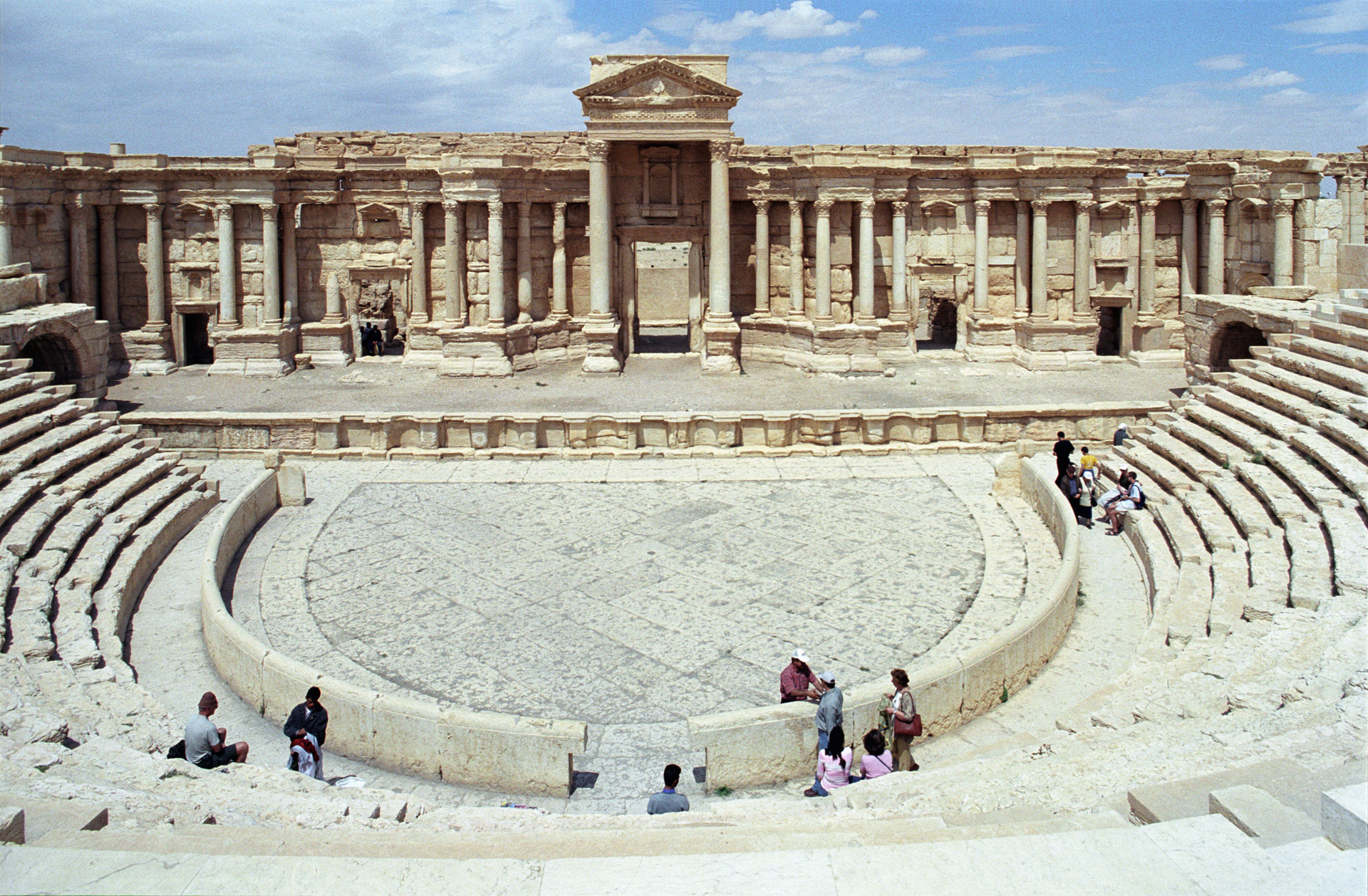
Давньоримський театр в місті Пальміра, Сирія.
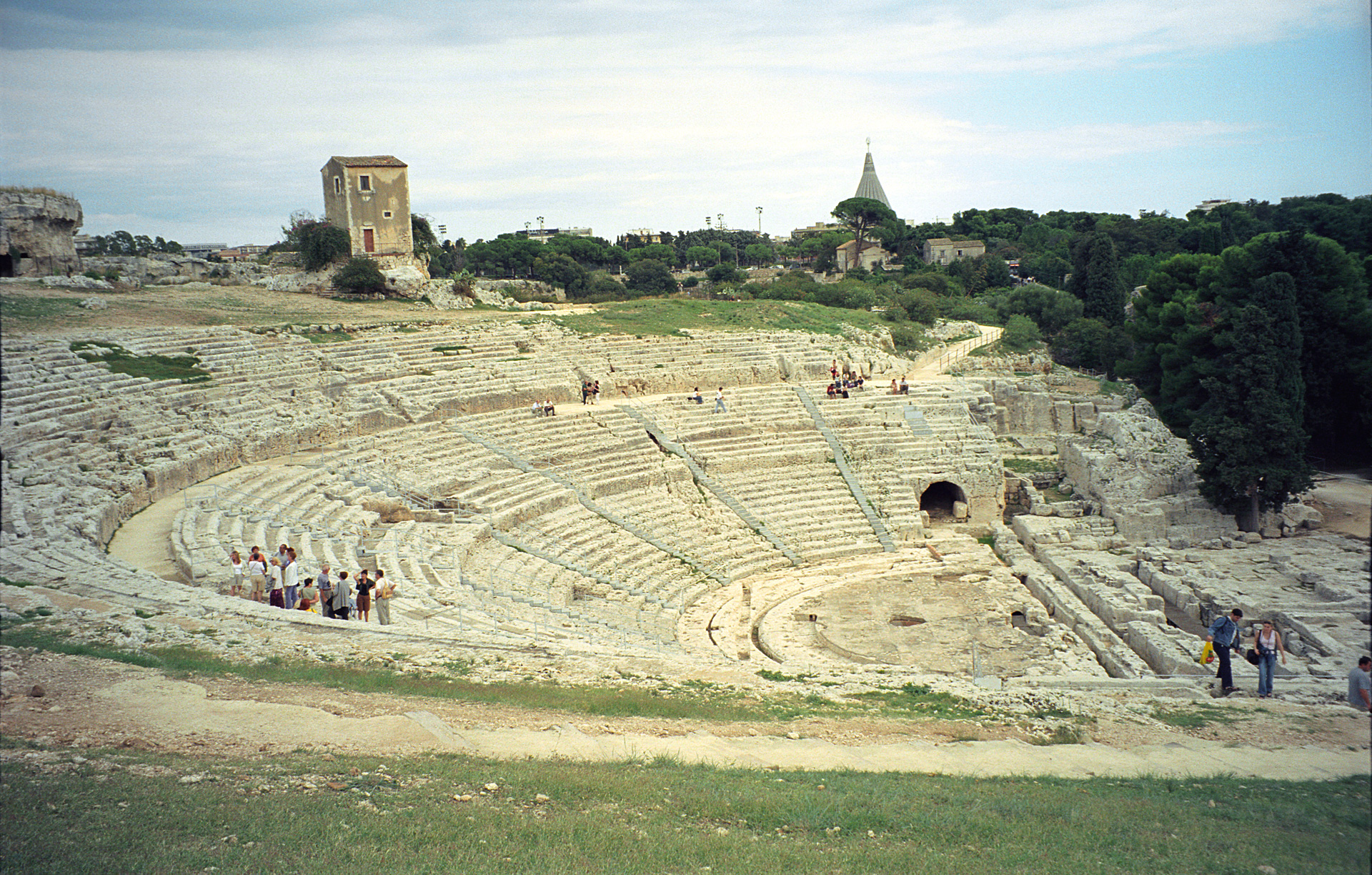
Давньогрецький театр у Сіракузах

### Театри Стародавнього Риму
Ці театри не принесли суттєвих змін відносно старогрецьких театрів, але їх визначальним явищем стала, саме, популяризація театру, як мистецтва й культурної події по більшості тодішнього світу. Характеристики римських театрів схожі з раніше грецькими театрами, оскільки, значну частину архітектурного впливу римляни перейняли від греків. Проте, римські театри мали таки одну, визначальну, відмінність, оскільки будувалися гранітними чи бетонними спорудами на окремих ділянках, на відміну від земляних чи вапнякових пагорбових елінських споруд. Крім того, вони були повністю закритими будівлями з усіх боків й мали, здебільшого, овальну форму.
Серед небагатьох добре збережених театральних споруд доби Римської імперії — театр в місті Оранж (нині Франція), театр в Аспендосі (нині Туреччина), комплекс із трьох театрів і цирку в розкопаному місті Помпеї (неподалік сучасного Неаполя, Італія).
Помпеї — невелике і провінційне, курортне місто. Але воно мало два театри і цирк для гладіаторських боїв. Обидва театри розташовані в південній частині міста поряд один з одним. Вважають, що театральні вистави влаштовували часто, без них не обходилось жодне свято чи урочистості.
Великий театр у Помпеях виник в місті в 200—150 роках до н. е. Спочатку це була споруда елліністичного зразка. Глядацьку залу створили на схилах пагорба. В 1980-ті рр. 20 століття були проведені обережні дослідження на ділянці сцени. Були знайдені залишки округлої скени, бічного муру і залишки приміщень, які називались проскеніями. В період 31 р. до н. е. −14 р н. е. архітектор Марк Арторіус перебудував елліністичний театр на римський зразок. Античний хор втратив своє значення для імперії, тому орхестра була значно зменшена. Її оточили глядацькі крісла аристократів. Скена піднята догори на три сходинки. Римська сцена закінчувалася високим муром з нішами, колонами і портиками, яка слугувала архітектурною, постійною декорацією. За муром-декорацією були службові, театральні приміщення. Збережені залишки трьох двірних отворів та залишки муру-декорації. Кам'яний схил глядацької зали використали для її збільшення. В скелі вирубали ще п'ять глядацьких рядів, які підтримувала понизу склепінчата галерея, вибудована на верхівці пагорба. Вибудували і новий фасад, прикрашений лише аркадою. До часів вистав над глядацькою залою створювали тимчасовий тент для захисту від спекотного сонця. Після перебудов Великий театр Помпей приймав близько 5.000 глядачів.
Одеон в Помпеях вибудували в 80 — 75 роках до н. е. на гроші двох меценатів — Квінтуса Валгуса та Порциуса. Він притулився до східного муру Великого театру Помпей. Споруду створили за єдиним планом, вона не була перебудована і мимоволі стала найстарішим зі збережених давньоримських одеонів. Одеони — невеликі театральні споруди, помпейський був розрахований на 800 глядачів, щонайбільше 1000. Високі мури поєднують глядацьку залу і сцену в єдиний ансамбль. Два склепінчасті коридори поряд з бічними сторонами сцени слугували входами. Одеон мав місця для почесних гостей і мешканців міста навколо сцени. Чудово збереглася підлога Одеону, створена з панелей білого, рожевого та сірого мармуру. Одеон слугував для концертів і вистав мімів.
Але театр не мав значної популярності в давньоримському суспільстві. Головною розвагою були не театральні вистави, а гладіаторські бої та двобої з тваринами, бажано небаченими в Римі і екзотичними.
Римське суспільство складалося з жорстоких і часто психічно травмованих осіб. Гладіаторські бої могли перерости в бійки між глядачами, одна з яких відбулася і в Помпеях. Глядачі билися на трибунах, а потім на майдані біля амфітеатру, калічили і вбивали, псували сусідні будинки, крамниці, сади і городи з овочами. Скарги дійшли до Риму і Сенат покарав Помпеї забороною на проведення гладіаторських боїв на десять (10) років. Про трагічний випадок 59 року н. е. сповіщав сам історик Тацит.

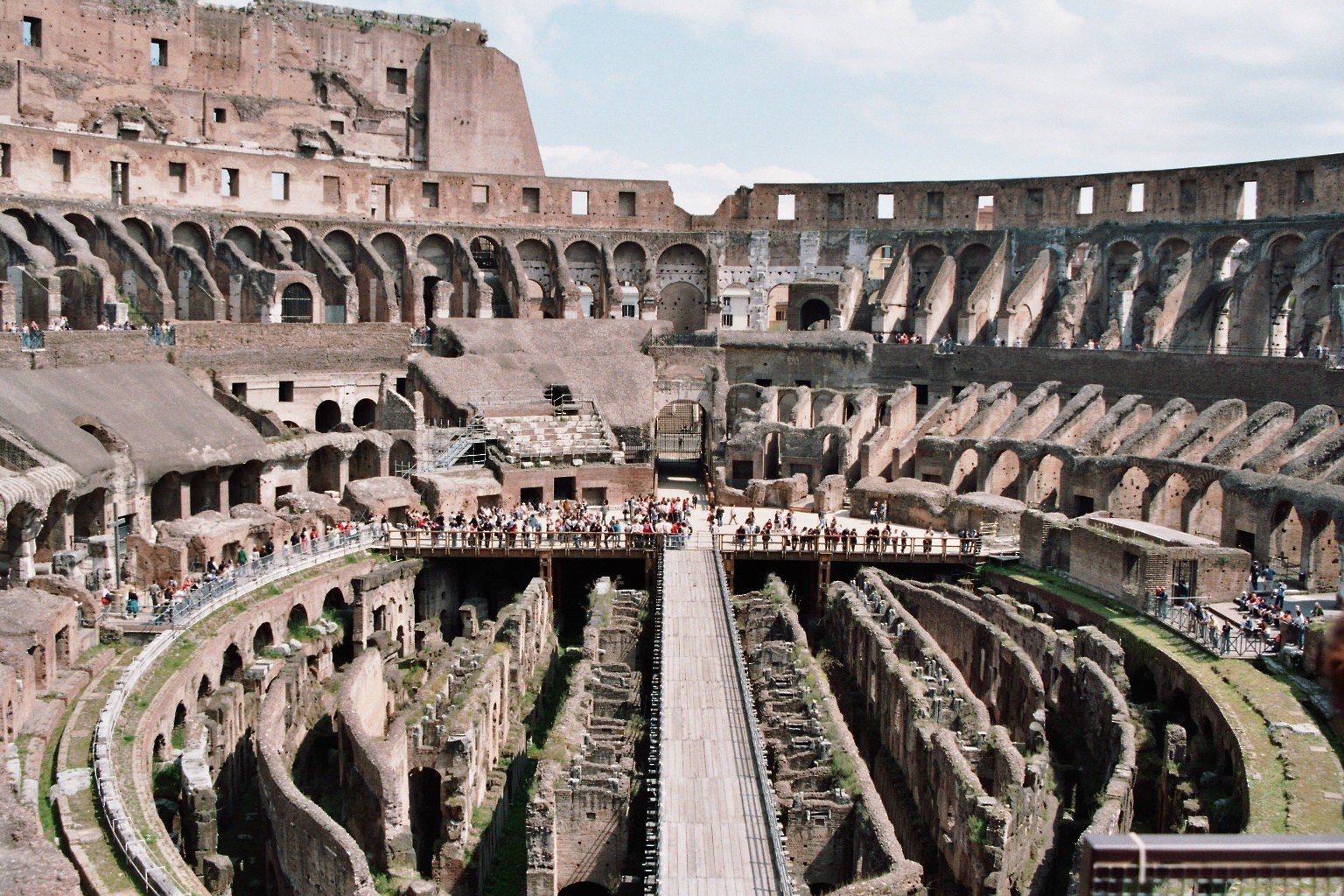
Колізей
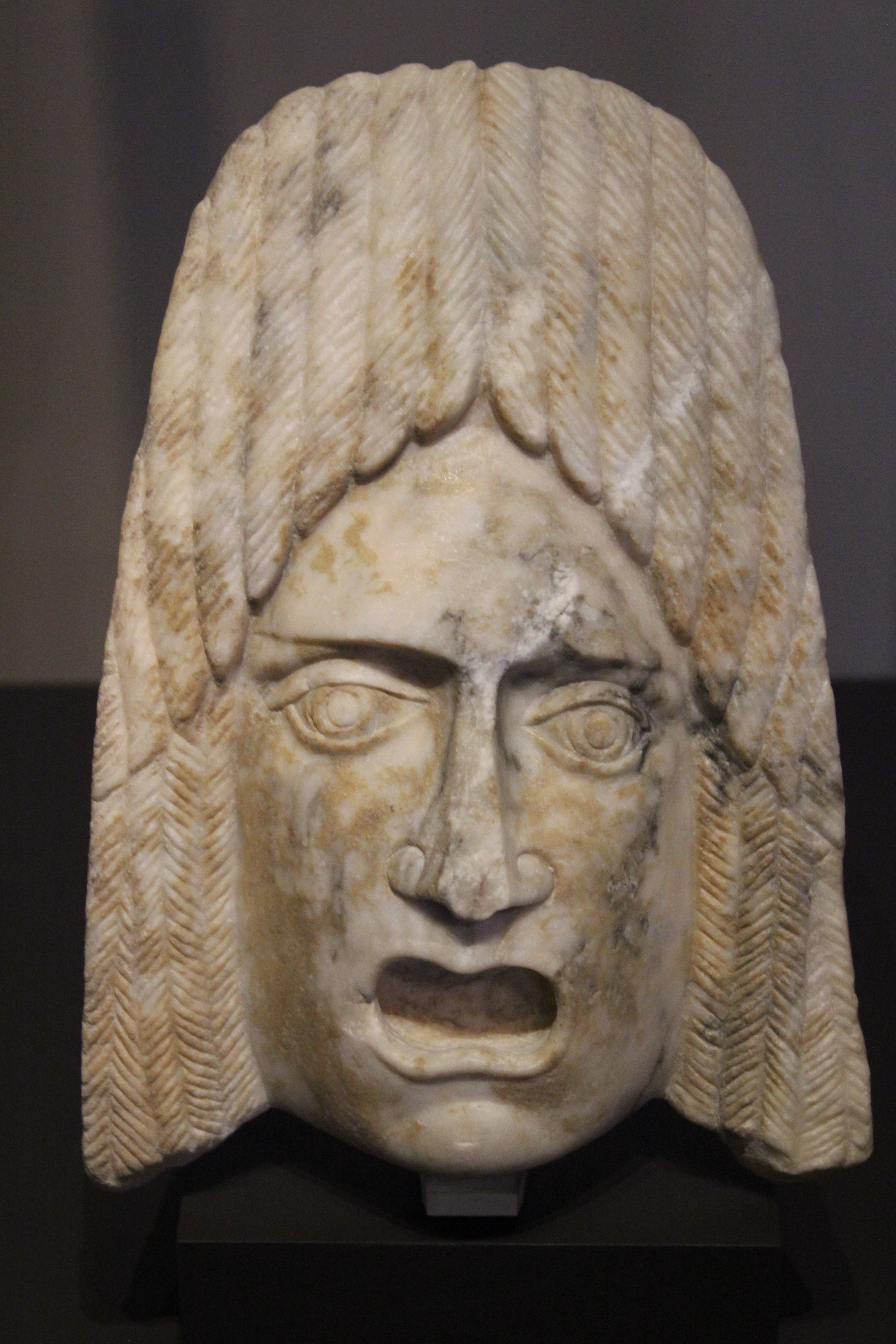
Декоративна театральна маска, Національний археологічний музей Іспанії
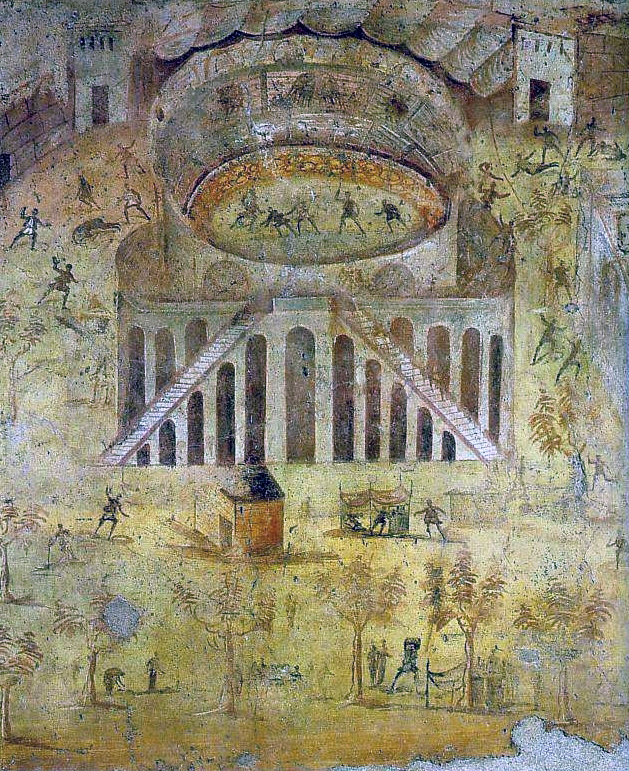
Амфітеатр в Помпеях, фреска. Бійка між глядачами 59 року н. е. на майдані.
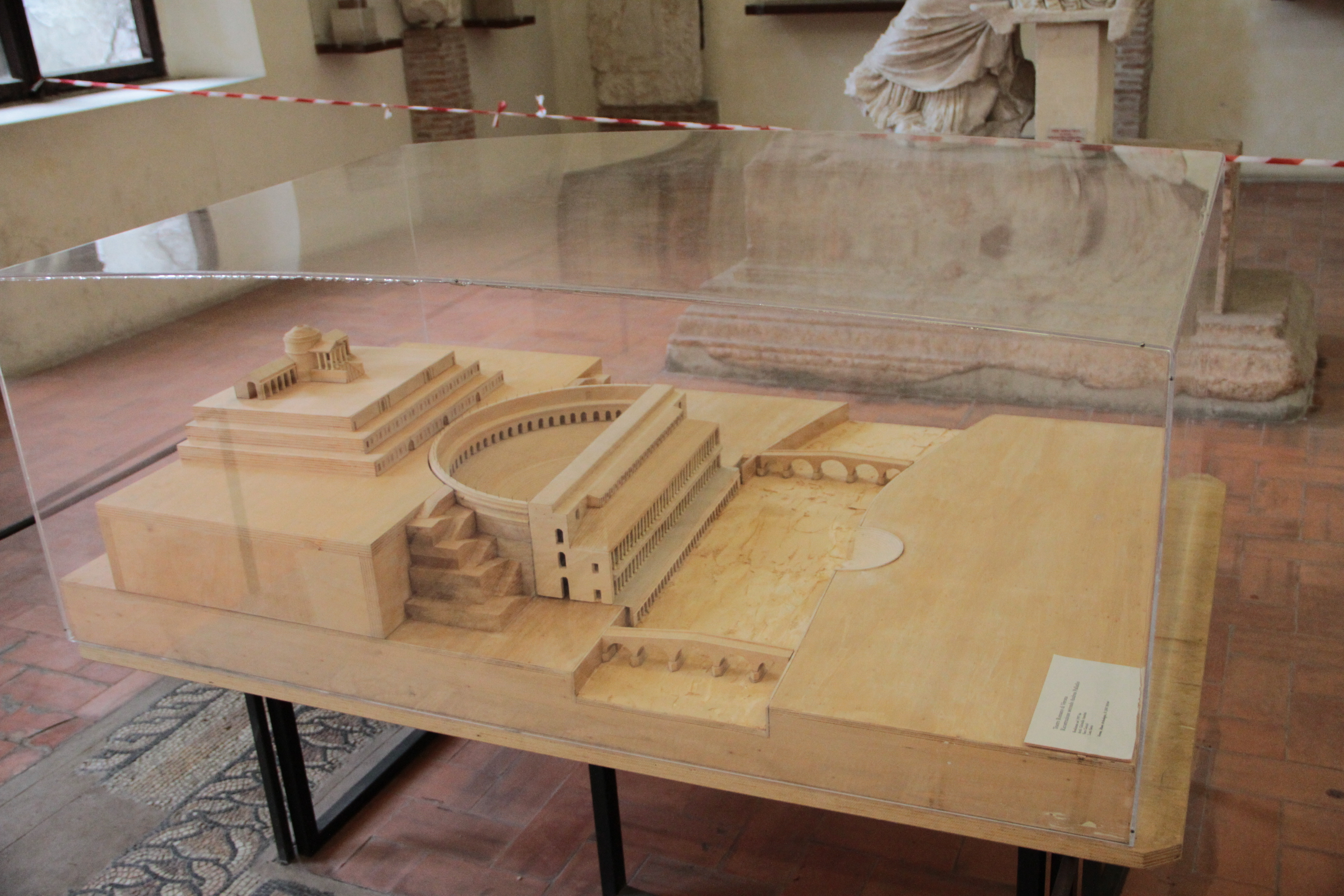
Модель римського театру у Вероні, I ст.
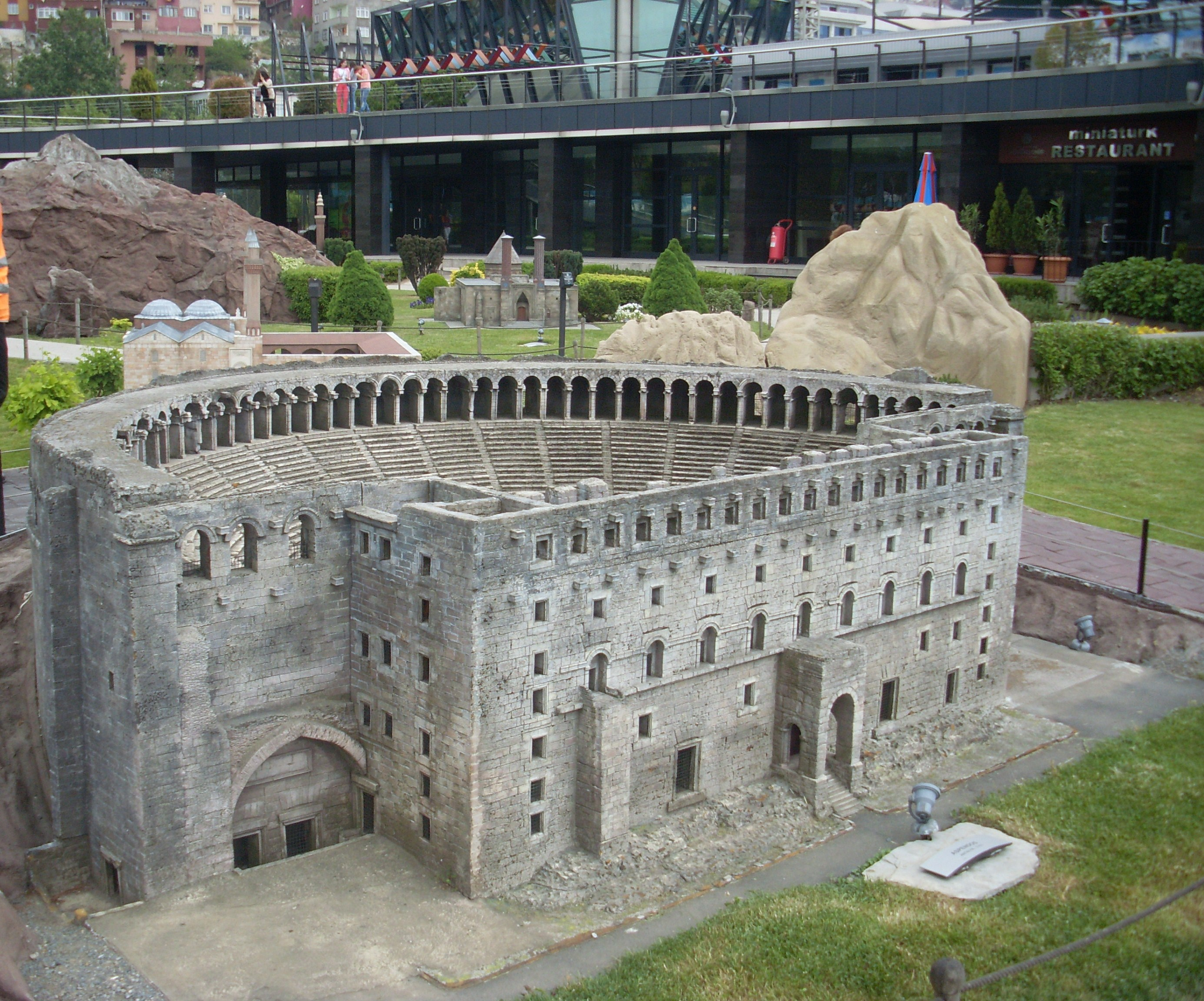
Архітектурна модель театру Аспендос, головний фасад. Найкращий серед випадково збережених давньоримських театрів.

### Бароковий театр просто неба
Вивчення залишків античних споруд — привілей італійської інтелектуальної еліти, теоретиків архітектури і архітекторів практиків. На етапі створення заміських вілл для можновладців і римських пап невеличкі античні амфітеатри переносять в комплекс вілл. Відомий зразок пишної заміської вілли Мадама за первісним проектом Рафаеля Санті мав театр просто неба. За планом його мали створити на схилах природного пагорба, як то було в античності. Більше того, театром просто неба Рафаель розпочинав низку паркових павільйонів, котрі уступами спускались до річки Тибр.

Рафаель Санті. Амфітеатр і палац вілли Мадама, до 1517 р.

Стиль бароко формувався в надрах італійської культури 16 століття і багато чого запозичив як у італійського відродження, так і в стилі маньєризм. Серед запозиченого — і театр просто неба. Демократичне мистецтво часів античності — в 16 і 17 століттях втрачає демократичність і переходить в сферу аристократичної культури. Замовити споруду театра може лише надто багата, вельможна або королівська особа.
Прикладом створення рідкісного паркового павільйону-театру став театр просто неба в парку садиби Кусково (нині в межах Москви). Навряд чи автором розпланування пишної вельможної садиби графа Петра Шеремєтєва в середині 18 століття була якась одна особа. До розпланування парку і будівництва паркових павільйонів було причетно декілька осіб, знав хтось і про театри просто неба. Бічна ділянка регулярного саду в Кусково праворуч від палацу була відведена під рідкісну паркову споруду по дорозі до комплекса оранжерей. Місця для глядачів створили з утрамбованої землі. Невеличкий театр мав оркестрову яму. Лаштунки театра створили із живих кущів. Земляна підлога сцени навіть мала ухил в бік глядацької зали, як в справжніх театрах. В заокруглених прибудовах влаштували акторські кімнатки-грімубоні. Малий парковий театр і був розрахований на виконання коротких вистав, лише одною з чудернацьких забав доби бароко і тільки влітку. Використання подібного театра в негоду і взимку — абсолютно неможливе, тому вони швидко зникають.

### Аристократичний театр Нового часу

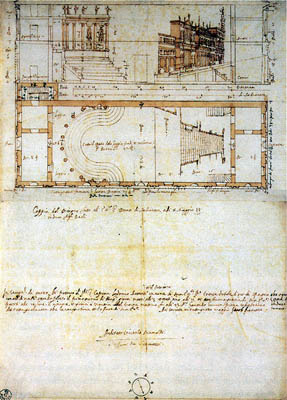
Копія креслень архітектора Скамоцці, театр Саббіонета.

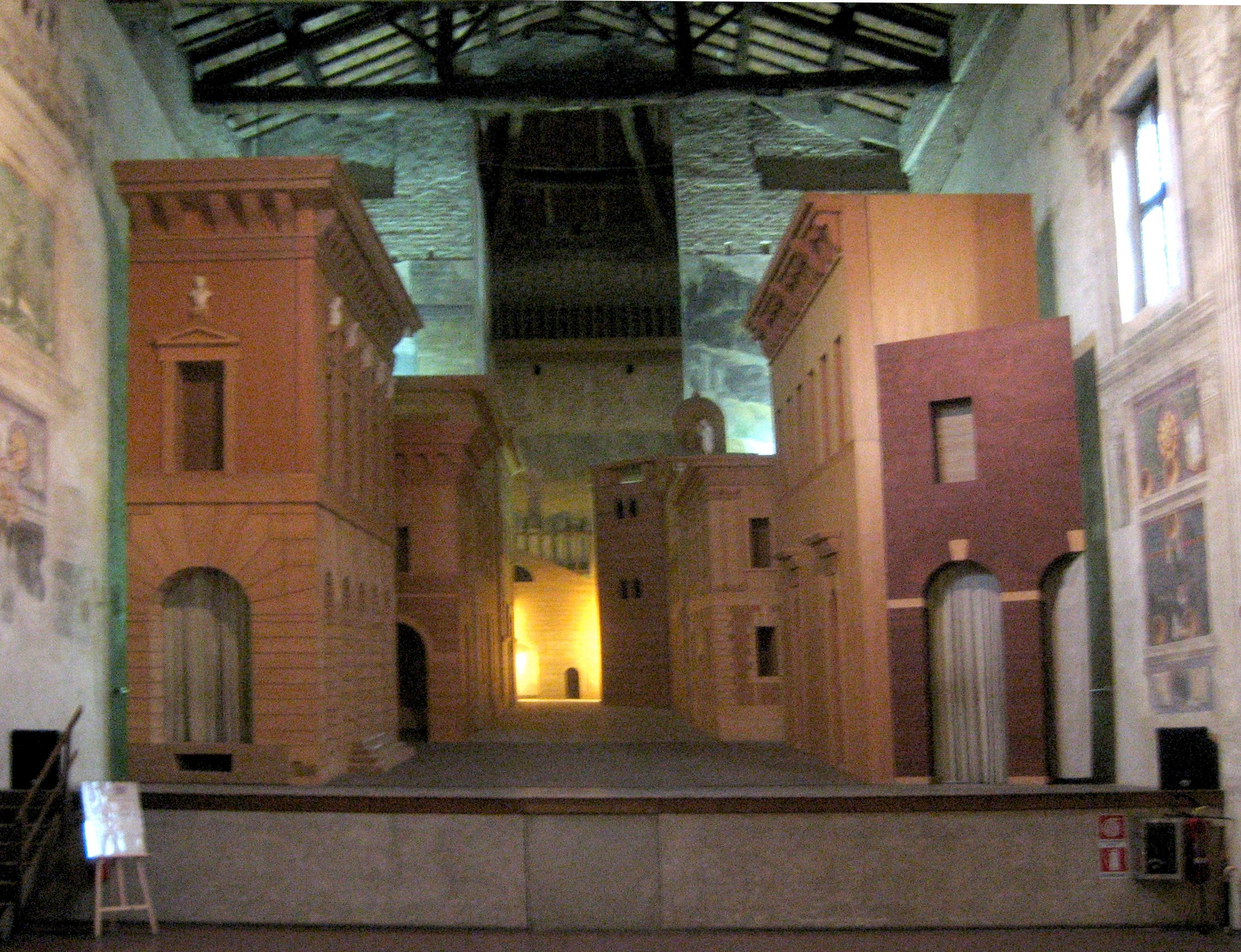
Постійна архітектурна декорація театру Саббіонета, стан на 2007 рік.

Глядацька зала аристократичного театру Ла Скала, Мілан. Фото 2015 року.

Місто Саббьонета розташована в Північній Італії на відстані 30 км на захід від міста Мантуя і на 115 км на схід від Мілану. Володар крихітного, штучно утвореного герцогства зажадав побудувати не тільки ідеальне місто, а й виховати нове покоління, варте ідеального міста. Цим планам і повинен був сприяти новий постійний театр. Тому для нього відвели почесне місце на центральній вулиці Саббьонети — Віа Джуліа.
Відсутність довгої історії і старих будівель в місті надала архітектору унікальний шанс не пристосовувати під театр середньовічні стіни старої фортеці, як це довелося робити Андреа Палладіо у місті Віченца. Скамоцці дали можливість будувати відразу окреме приміщення для театру. Ділянка була вузька, тому й будівля Скамоцці була вузька. Зробити в такому приміщенні колоподібний чи овальний амфітеатр, як декларував Палладіо, можливості не було. Скамоцці відступив від канонів і настанов Палладіо і зробив амфітеатр у вигляді підкови.
Він ще не знав, що започаткував цілу низку вузьких театральних приміщень, що побудують в майбутньому від Парижу (приватний театр акторки Гімар) до Москви (кріпацький театр садиби Архангельське).
Стаціонарні аристократичні театри початкового періоду використовують як для вистав, так і для турнірів чи припалацових свят і навіть весіль (театр Фарнезе в місті Парма). Тривалий час театральне приміщення могло ніяк не використовуватись як приватна припалацова власність.
В 17 столітті з'являються і постійні театри у власності великого міста. Театральний бум пережила тоді Західна Європа.
- 1637 р. театр Сан Кассіано, Венеція
- 1667 р. оперний театр, Дрезден
- 1667 р. оперний театр, Мюнхен
- 1678 р. оперний театр, Гамбург
- 1690 р. оперний театр, Ганновер
- 1693 р. оперний театр, Лейпциг

Лідером в будівництві театрів, однак, стала Венеція. Впродовж 1680-х рр. тут відкрито дев'ять нових оперних театрів і два драматичних переведені на створення оперних вистав (Сан Мозе та Сан Лука).
Театр будують за певною схемою, що породили аристократичні театри при палацах. Вони мають низку галерей-лож для окремих родин багатіїв, ложі спирались на бічні мури споруд. Майданчик перед сценою слугував для найпочесніших гостей і відвідувачів театру (папи римського і кардиналів, королівської родини, чергових родин князів тощо.)
Подібна схема була канонізована і протрималась у театральному будівництві до кінця 19 ст.

### Ринковий балаган
.

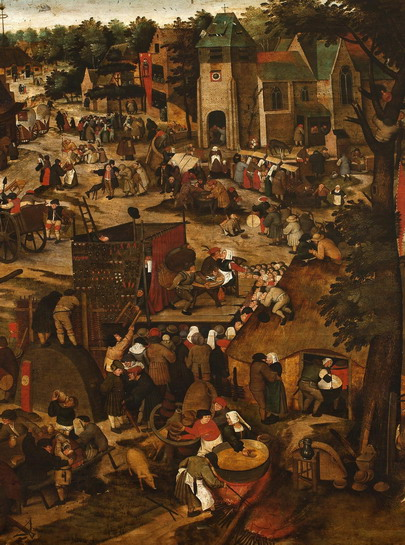
Картина-копія Пітера Брейгеля молодшого " Ярмарок з балаганною виставою ", центр композиції. Ермітаж

Балаган (на відміну від аристократичного театру) був бідняцьким варіантом театру для простого люду. Він виріс з примітивних вистав гістріонів, з середньовічної містерії, відокремився від неї і її релігійної тематики, зосередившись на побутових темах і кумедних чи анекдотичних ситуаціях. Балаган отримав розповсюдження на сільських святах і ярмарках. Спрощеність сільського оточення обумовила і спрощеність балагану як тимчасової театральної споруди. На діжки або колоди клали помост. До чотирьох жердин кріпили чотири завіси, залишаючи попереду відкритим з тьох боків невеликий майданчик сцени. Мандрівні актори і розігрували вистави — фарси на цьому невеликому майданчику. Декорацій не було взагалі. Реквізит на сцені випадковий і побутовий. Про шлях, ліс, ринок, бурю, навіть човен в бурхливому морі — словами розповідав сам актор чи керівник вистави, активно підключаючи уяву глядачів. Саме так працювали і актори відомого театру «Глобус» у Лондоні, де виконували п'єси Крістофера Марлоу, Вільяма Шекспіра, Бена Джонсона.
Балаган мав популярність і був зафіксований на низці лубків і примітивних гравюр різних митців Нідерландів у 16 ст. Іноді балаган переносили як деталь сільських свят та ярмарків і в нідерландський живопис. Повний опис старовинного нідерландського балагану дав мистецтвознавець Нікулін Н. І., керуючись гравюрами різних митців Нідерландів 16 ст. та копиєю картини Пітера Брейгеля старшого в Єрмітажі — 
| У центрі ярмарку, на узвищі - помості, (мандрівні) актори розігрують театральну виставу... Селяни-глядачі дивляться на акторів, вирячивши очі, роззявивши роти і забувши про все на світі. Бажаючих побачити фарс так багато, що їм бракує місця і вони повилізали на дерева і дахи [5]. |
Популярним був фарс про чоловіка-профана, хитру дружину і її коханця. Дружина наче захворіла і відправила чоловіка за ліками. Сама зазвала коханця. Птахолов довідався, чому це чоловік купує ліки і порадив швидко відвідати дружину. Він посадив чоловіка у великий кошик і попросився до дружини переночувати. Та не хотіла пускати чужинця з кошиком, але коханець умовив її пустити подорожнього і розвіяти балаканиною їх нудьгу. Чоловік в великому кошику підслухав їх розмови, виліз і покарав хитру дружину та її коханця. Кульмінаційний момент, коли чоловік готується вилізти з кошика і покарати зрадницю-дружину і її коханця, і показано на картині «Ярмарок з балаганною виставою». Цей фарс був занотований і існував у декількох варіантах. Цікавим був варіант з коханцем-католицьким ченцем як сатиричний показ католицької церкви, що потопала в гріхах, котрі сама засуджувала. В картині знайшли свій відгук процеси Реформації в церкві і зміцнення позицій протестантизму у Нідерландах 16 століття. Балаган як мандрівний театр доіснував до початку 20 ст.

### Буржуазний театр в XIX ст

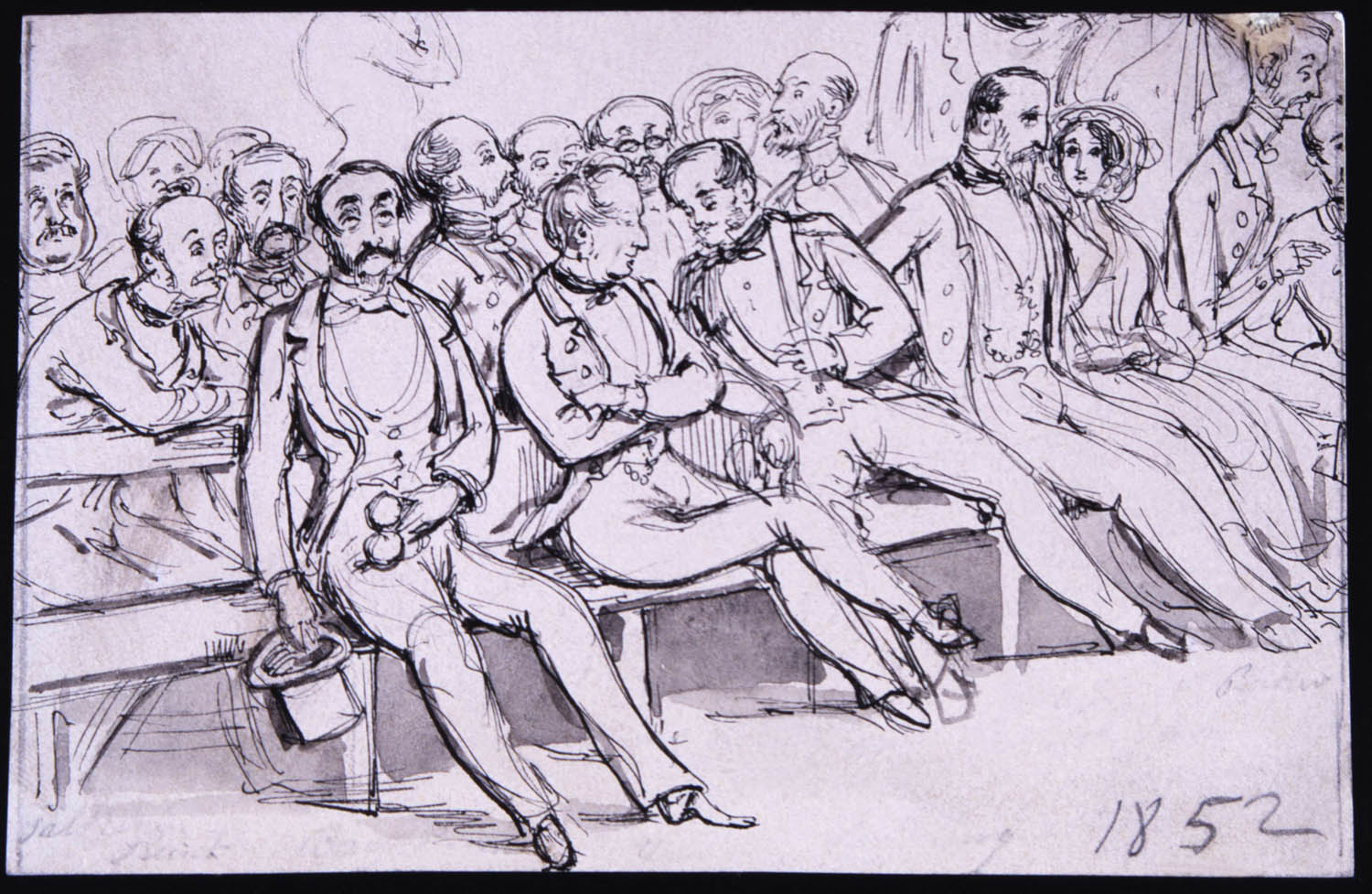
Фріц фон Дардел. «Глядачі в театрі», малюнок 1852 р., Скандинавський музей, Стокгольм

Буржуазний театр зберігає розмежування для багатої і бідної публіки і помітно комерціалізується. Театри для багатіїв будують як чергові палаци із залученням відомих архітекторів (Шарль Ґарньє, Готфрід Земпер) та використанням фресок, пишного архітектурного декору і надмірного золочення (Париж, Театр Гарньє, Одеський оперний театр, театр в місті Манаус).
Театри для середніх станів помітно менші за розмірами, частка прибудована до великих крамниць чи пассажів, що увійшли у моду. Магнати утримують приватні театри у власних палацах, але це найменша частина театральних споруд для обраних.
Театральні споруди будують у всіх історичних стилях, що мали місце в 19 ст. — пізній класицизм чи ампір (театри Карло Россі у Санкт-Петербурзі), неорококо і необароко (Одеський оперний театр), у стилі сецесія або модерн (архітектор Федір Шехтель. Споруда московського Художнього театру). В моду входять оперета і цирк, котрі охоче відвідуть як багатії, так і біднота, а вистави (циркові чи театральні) дотримуються лише розважального характеру.

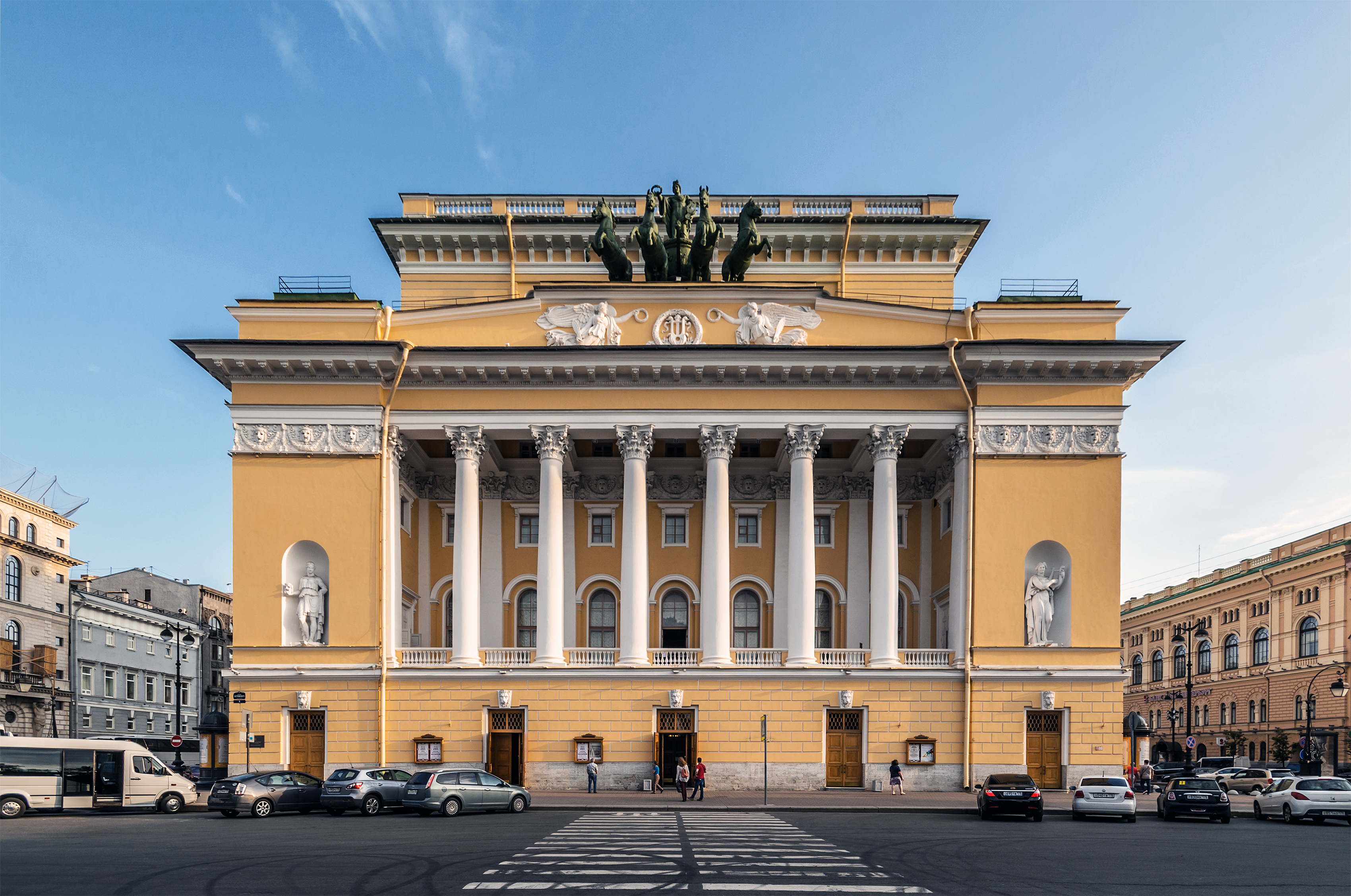
Россі Карл Іванович. Олександрінський театр, Санкт-Петербург, фасад на площу.
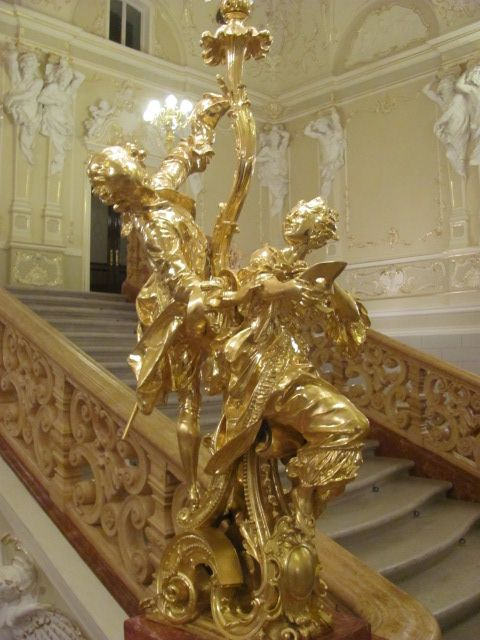
Зала парадних сходів в стилі неорококо, Одеський оперний театр
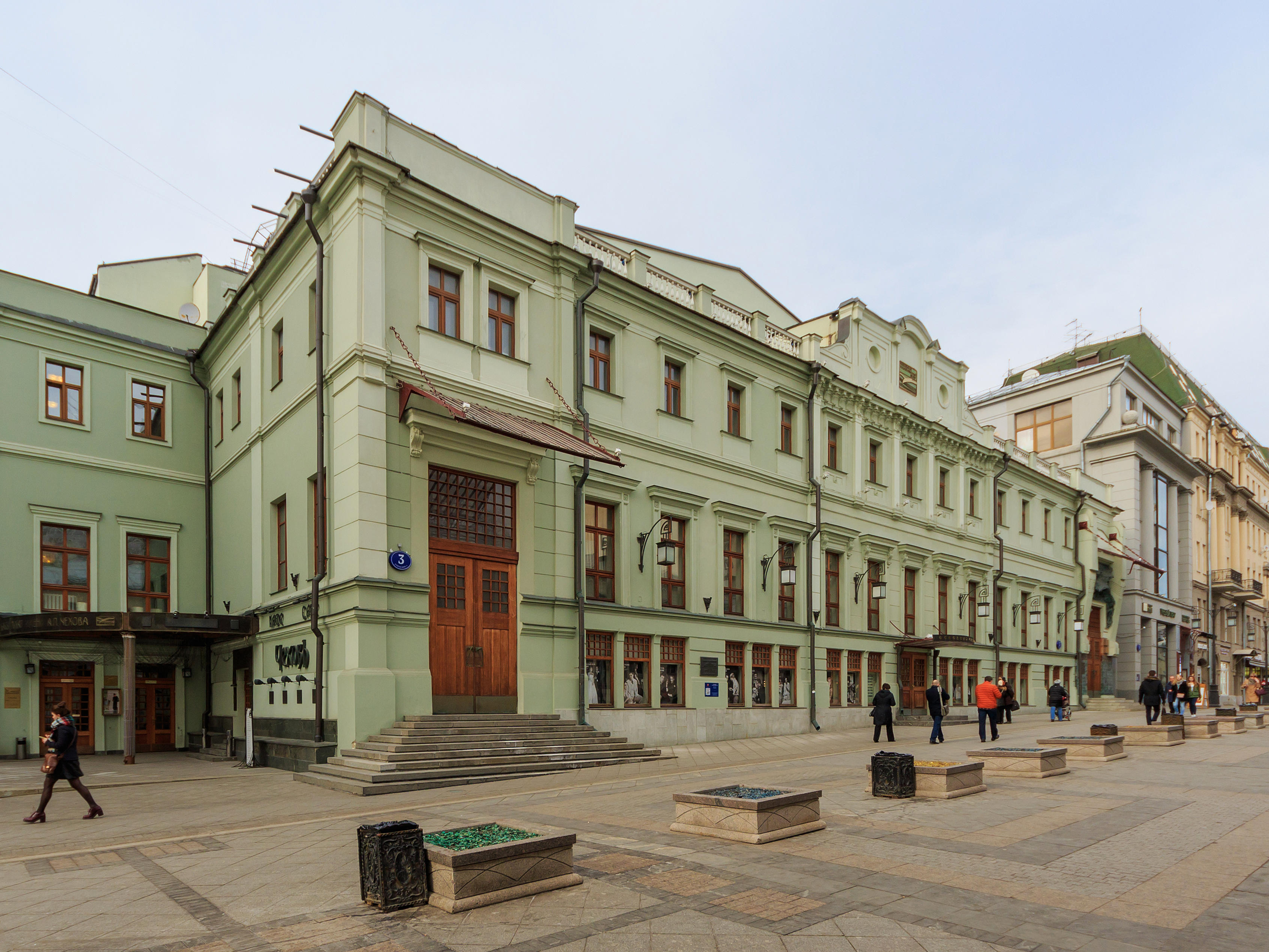
Архітектор Федір Шехтель. Споруда московського Художнього театру
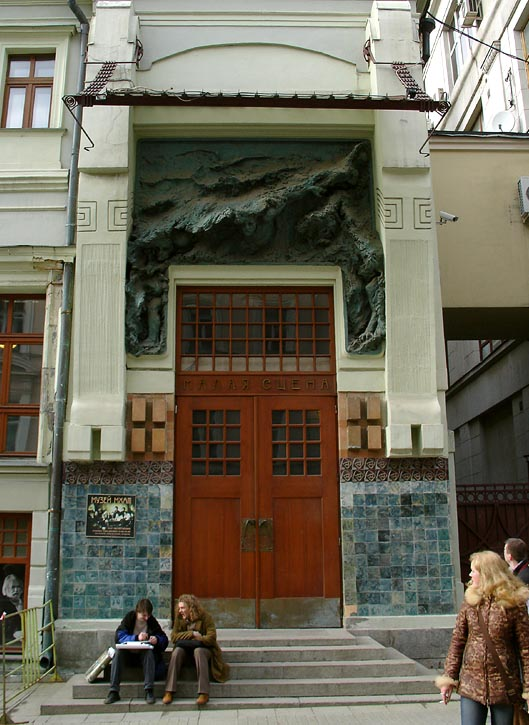
Шехтель. Головний вхід зі скульптурою «Хвиля» А. Голубкіної, Московський художній театр.